# Дмитровск
Дми́тровск — город (с 1782 года) в Орловской области России. Административный центр Дмитровского района. Образует городское поселение город Дмитровск.

## Этимология

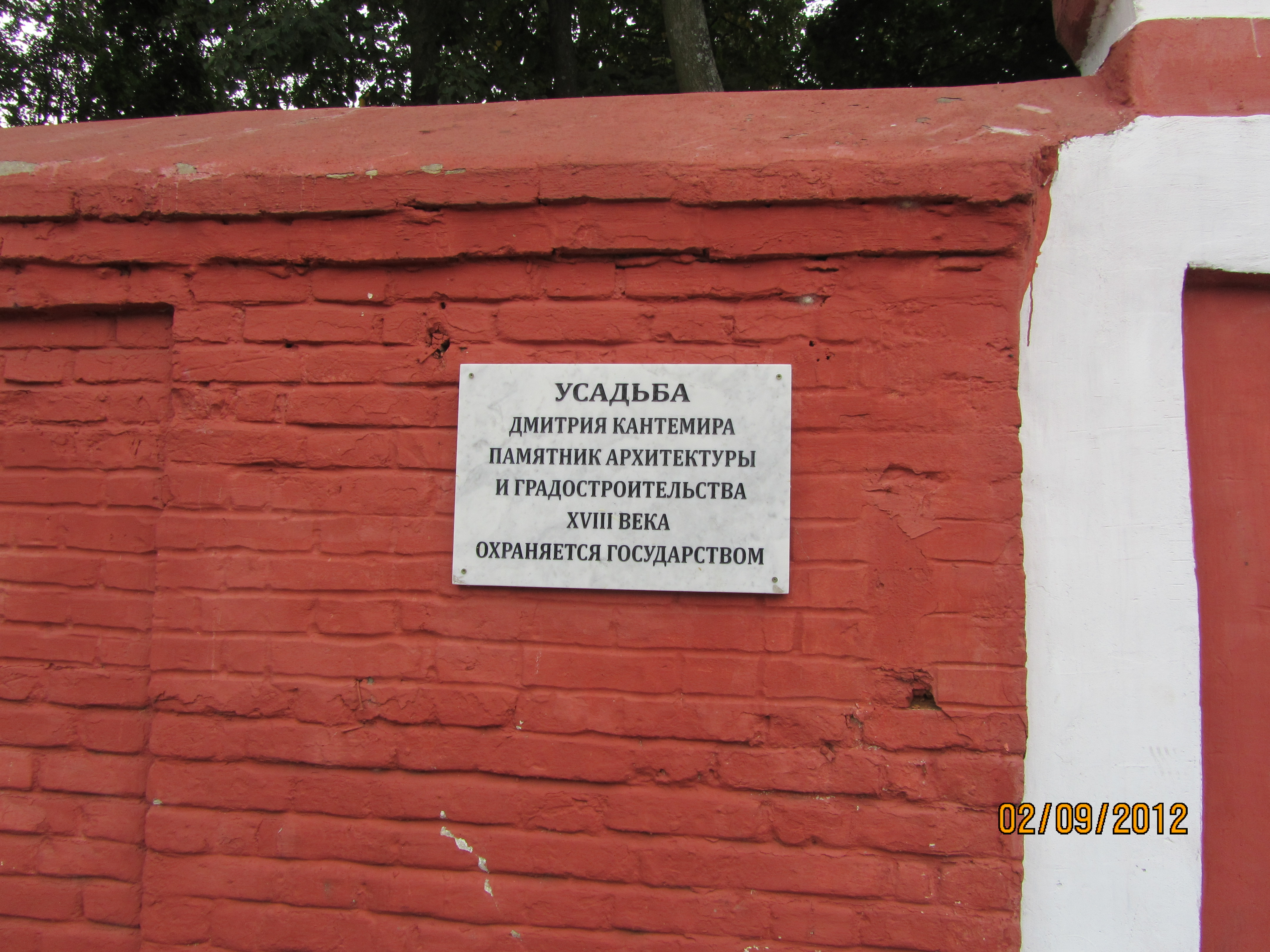

Будущему городу дал своё имя основатель — молдавский господарь Дмитрий Кантемир. В 1711—1782 годах сельцо носило название Дмитровка (или Дмитриевка). В 1782 году оно получило статус города и стало называться Дмитровском. В 1797 году город был понижен в статусе до села, которое носило прежнее название Дмитровка. В 1802 году Дмитровску возвращён статус города и соответствующее название. Однако в просторечии вплоть до начала XX века город называли Митревкой.
В 1928 году была образована Центрально-Чернозёмная область (ЦЧО), куда вошли территории нескольких бывших губерний, в том числе Орловской и Курской. На территории ЦЧО в 45 км друг от друга оказались 2 города с похожими названиями: Дмитровск (бывшей Орловской губернии) и Дмитриев (бывшей Курской губернии). Для избежания путаницы было решено добавить к названиям городов уточняющие определения. Дмитровск в то время входил в состав Орловского округа ЦЧО и получил уточнение «-Орловский», а Дмитриев — в состав Льговского округа и получил уточнение «-Льговский». В 1944 году города́ оказались в разных областях, но историческое название Дмитровску было возвращено только в 2005 году.

## Физико-географическая характеристика
Дмитровск расположен на Среднерусской возвышенности в центре Восточно-Европейской равнины, на юго-западе Орловской области в междуречье Общерицы и Неруссы — недалеко от места впадения первой реки во вторую.
Городское поселение граничит с Друженским сельским поселением (на севере) и Горбуновским сельским поселением (на западе, юге и востоке). Включает помимо территории самого города прилегающую территорию, в том числе 288,70 га земель сельскохозяйственного использования.

### Время
Дмитровск, как и вся Орловская область, находится в часовой зоне МСК (московское время). Смещение применяемого времени относительно UTC составляет +3:00.

### Климат
Дмитровск удалён от моря и отличается умеренно-континентальным климатом (в классификации Кёппена — Dfb), который зависит от северо-западных океанических и восточных континентальных масс воздуха, взаимодействующих между собой. Зима умеренно прохладная. Периодически похолодания меняются оттепелями. Лето неустойчивое, со сменяющимися периодами жары и более прохладной погоды.
| Показатель                    | Янв.  | Фев.  | Март | Апр. | Май  | Июнь | Июль | Авг. | Сен. | Окт. | Нояб. | Дек. | Год |
| ----------------------------- | ----- | ----- | ---- | ---- | ---- | ---- | ---- | ---- | ---- | ---- | ----- | ---- | --- |
| Средний суточный максимум, °C | −5,2  | −4,5  | 0,4  | 11,1 | 19,1 | 22,6 | 24,0 | 22,9 | 17,0 | 9,8  | 1,8   | −2,2 | 9,7 |
| Средняя температура, °C       | −8,5  | −8    | −3,1 | 6,5  | 13,6 | 17,2 | 18,8 | 17,5 | 12,1 | 6,0  | −0,8  | −5   | 5,5 |
| Средний суточный минимум, °C  | −11,7 | −11,4 | −6,5 | 1,9  | 8,2  | 11,9 | 13,6 | 12,1 | 7,2  | 2,2  | −3,4  | −7,7 | 1,4 |
| Норма осадков, мм             | 38    | 30    | 33   | 42   | 50   | 72   | 81   | 67   | 54   | 47   | 48    | 46   | 608 |
| Источник: Climate-data.org    |       |       |      |      |      |      |      |      |      |      |       |      |     |

## История

### Сельцо Дмитровка
В 1711 году переселившийся в Россию молдавский господарь Дмитрий Кантемир получил от Петра I обширное имение в Севском уезде. В центре своей вотчины, рядом с деревней Горбуновкой Комарицкой волости, он основал сельцо, которое назвал в честь себя — Дмитровкой. Сюда Кантемир поселил молдаван, валахов, башкир и малороссов, которые составили ядро населения будущего города. Из-за отсутствия плодородной земли переселенцы занимались ремёслами и торговлей. Их потомки с фамилиями Башкирцевы, Волохины и Молдавановы жили в Дмитровске ещё в начале XX века. В 1715 году по указанию Кантемира здесь была построена усадьба с дворцом, хозяйственными постройками и парком, сохранившимся по сей день. В это же время был построен мост через Неруссу и проложена дорога от Дмитровки на северо-запад, к селу Столбово. В 1721 году рядом с усадьбой, на высоком берегу Общерицы началось строительство храма Димитрия Солунского, который сначала был домовой церковью Кантемиров. Таким образом, исторический центр города находится в южной части современного Дмитровска. Основатель города умер в своей усадьбе в Дмитровке в 1723 году, не дожив до окончания строительства этого храма. Его тело отпевали в одноимённой церкви соседнего села Морева, а похоронили в Никольском соборе в Москве. После смерти Дмитрия Кантемира, имением в Севском уезде последовательно владели его сыновья: Константин, Матвей и Сергей. Со смертью последнего из них в 1780 году род Кантемиров пресёкся и Дмитровка перешла в государственную собственность.

### Уездный город

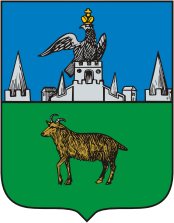
После переноса уездного центра и упразднения города Лугань, его герб перешёл Дмитровску

В 1778 году Дмитровка вошла в состав Луганского уезда Орловского наместничества. Город Лугань имел невыгодное географическое положение, поэтому вскоре было решено перенести центр уезда в более подходящее место. Указом Екатерины II от 25 июня 1782 года новым центром уезда стало село Дмитровка, преобразованное в город Дмитровск. Луганский уезд при этом был переименован в Дмитровский. Новый уездный город находился в географическом центре подчинённой ему территории, к тому же через него проходил Московско-Киевский тракт. В 1784 году Екатерина II утвердила план регулярной застройки Дмитровска, согласно которому из старых сооружений города было решено оставить только храм Димитрия Солунского и усадьбу Кантемиров. Остальные здания, представлявшие собой беспорядочную застройку, подлежали сносу. На главных улицах города в целях пожарной безопасности разрешалось строительство только каменных строений и предпочтительно в два этажа. В 1787 году в благодарность Екатерине II за покровительство Дмитровску второй храм города был освящён в честь Казанской иконы Божией Матери, особо почитавшейся Романовыми. В 1792 году по указу императрицы при храме было открыто двухклассное народное училище — первая государственная школа в городе.
В 1797 году Павел I, делавший всё наперекор своей матери, покойной Екатерине II, разжаловал Дмитровск в село, а бывшие владения Кантемиров подарил графу А. А. Безбородко. Дмитровский уезд при этом был присоединён к Севскому. Однако уже в 1802 году Дмитровск и уезд были восстановлены в прежнем статусе.
К началу XX века промышленного значения город не имел: его заводы в год производили продукции всего на 30 тысяч рублей при 200 рабочих. Основной отраслью экономики Дмитровска была торговля пенькой и конопляным маслом. Городские базары и ярмарки были незначительны.

### В годы Гражданской войны
Во время Гражданской войны, осенью 1919 года, Дмитровск оказался в зоне активных боевых действий между Красной и Белой армиями. В сентябре-октябре 1919 года белая Добровольческая армия продвигалась с юга, стремясь захватить Орёл и создать угрозу Москве. 9 октября части 3-й пехотной дивизии Белой армии (Дроздовская дивизия) выбили из Дмитровска войска Красной армии. 13 октября красные попытались отбить Дмитровск. Ночью колонна красной Отдельной стрелковой бригады Павлова, наступавшая вдоль реки Неруссы, подошла к Дмитровску и легко сбив незначительное охранение, ворвалась в город. Защищавшие город части белых смогли организоваться, перейти в наступление, выбить красных из города и к утру 13 октября полностью очистить от них город.
Через несколько дней 14-я армия РККА перешла в контрнаступление, намереваясь отбить Севск и Дмитровск. В ходе упорных боёв 57-я дивизия 14-й армии взяла Севск, но белые, отразив наступление 41-й стрелковой дивизии на Дмитровск, 16 октября вновь выбили 57-ю дивизию из Севска. 22 октября красные снова безуспешно штурмовали Дмитровск.
Перелом наступил в конце октября. 26-го числа части Латышской стрелковой дивизии выбили белых из Кром, а на следующий день Дроздовская дивизия белых оставила Дмитровск. 27 октября город окончательно перешёл к Красной армии.
Бои за Дмитровск стали частью Орловско-Кромского сражения, которое стало переломным в Московском походе Белой армии. После поражения под Орлом Белая армия начала общее отступление на юг, закончившееся разгромом Вооруженных сил Юга России.

### Районный центр
С 1928 года административный центр Дмитровского района Орловского округа Центрально-Чернозёмной области (с 1944 года в составе Орловской области).
В 1929 году к названию города было добавлено «-Орловский» для отличия от города Дмитриева в современной Курской области.
В годы Великой Отечественной войны со 2 октября 1941 года по 12 августа 1943 года Дмитровск-Орловский был занят нацистскими войсками. В результате оккупации и военных действий город был сильно разрушен; особенно пострадали промышленные предприятия.
В 2005 году город опять стал Дмитровском.
С 1 января 2006 года город образует городское поселение Дмитровск.

## Население
| 1856  | 1897  | 1913    | 1926  | 1931  | 1939  | 1959  | 1970  | 1979  | 1989  | 1992  |
| ----- | ----- | ------- | ----- | ----- | ----- | ----- | ----- | ----- | ----- | ----- |
| 5600  | ↘5291 | ↗10 400 | ↘4995 | ↘4800 | ↗5421 | ↗5589 | ↗6308 | ↗6780 | ↗6974 | ↘6900 |
| 1996  | 1998  | 2000    | 2001  | 2002  | 2003  | 2005  | 2006  | 2007  | 2008  | 2009  |
| ↗7000 | ↘6900 | ↘6800   | →6800 | ↘6492 | ↗6500 | ↘6300 | ↘6200 | ↘6100 | →6100 | ↘5999 |
| 2010  | 2011  | 2012    | 2013  | 2014  | 2015  | 2016  | 2017  | 2018  | 2019  | 2020  |
| ↘5648 | ↘5600 | ↘5537   | ↘5480 | ↘5424 | ↘5332 | ↘5252 | ↘5181 | ↘5105 | ↘5000 | ↘4967 |
| 2021  | 2023  |         |       |       |       |       |       |       |       |       |
| ↗5202 | ↘5177 |         |       |       |       |       |       |       |       |       |

На 1 января 2025 года по численности населения город находился на 1067-м месте из 1124 городов Российской Федерации.
Национальный состав
По итогам переписи населения 2020 года проживали следующие национальности (национальности менее 0,1 % и другое, см. в сноске к строке «Другие»):
| Национальность | Численность, чел. | Доля     |
| -------------- | ----------------- | -------- |
| Русские        | 4884              | 93,89 %  |
| Армяне         | 31                | 0,60 %   |
| Украинцы       | 24                | 0,46 %   |
| Азербайджанцы  | 16                | 0,31 %   |
| Немцы          | 9                 | 0,17 %   |
| Другие         | 238               | 4,57 %   |
| Итого          | 5202              | 100,00 % |

Конфессиональный состав
Большинство населения считает себя православными. Есть также мусульмане.

### Известные уроженцы, жители
Роза Захаровна Зотова (14 декабря 1927, Дмитровск, Орловская область, РСФСР, СССР) — советский и российский библиотековед, педагог, Заслуженный работник культуры РСФСР (1979).

## Транспорт
Через город проходит автомобильная дорога 54К-9 «Кромы—Комаричи». Расстояние до областного центра, города Орла — 89 км. Расстояние до ближайшей железнодорожной станции Комаричи — 27 км.

## Социальная сфера

### Музеи
- Дмитровский историко-этнографический музей

## Достопримечательности

### Усадьба Кантемиров
Усадьба построена в 1715 году по указанию основателя Дмитровска — молдавского князя Дмитрия Кантемира. Памятник архитектуры XVIII века. Расположена на южной окраине города.

### Храм Димитрия Солунского
Основная статья: Храм Димитрия Солунского
Построен в 1721—1725 годах. Единственная сохранившаяся и действующая по настоящее время из 8 церквей Дмитровска. Единственное в Орловской области произведение в стиле барокко времён Петра I. Входила в комплекс усадьбы Кантемиров.
Дмитровск входит в туристический маршрут «Бирюзовое кольцо России».

## Культовые сооружения

### Храмы

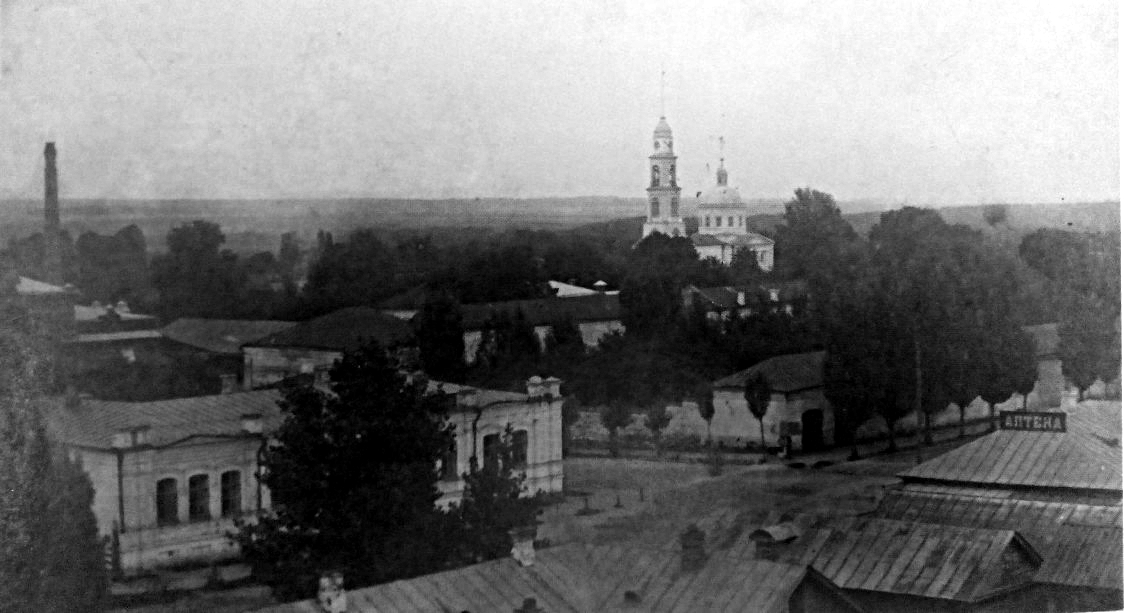
Храм Казанской иконы Божией Матери

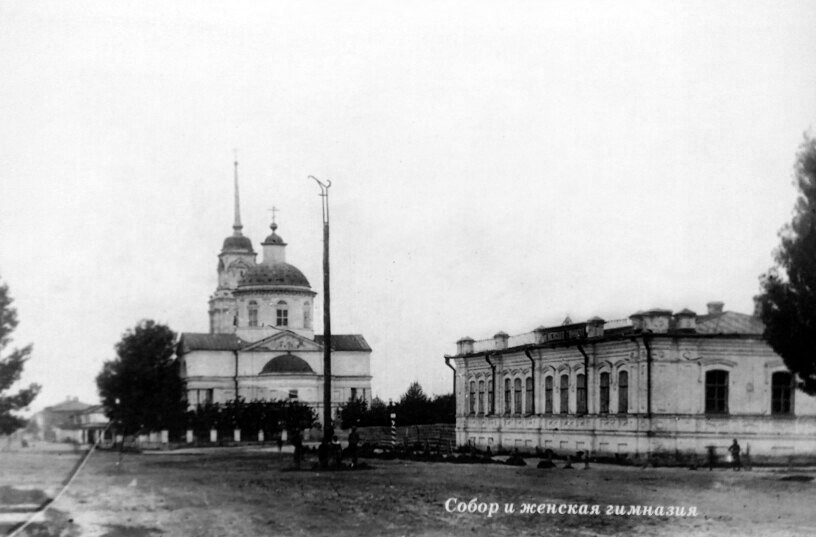
Троицкий собор, 1908 год

В конце XIX века город насчитывал 7 церквей и три часовни:
- Храм Димитрия Солунского (с 1725 года)
- Храм Казанской иконы Божией Матери (с 1787 года)
- Троицкий собор (с 1812 года)
- Храм Рождества Иоанна Предтечи на городском кладбище (с 1842 года, заново построен в 2013—2017 годах).
- Храм Покрова Пресвятой Богородицы (с 1863 года)
- Симеоновская церковь при тюремном замке (с 1873 года)
- Старообрядческая церковь при доме купца Феогнита Рыболова (2-я половина XIX века)
- Часовня в честь иконы Божией Матери «Всех скорбящих радость» на Покровской площади
- Часовня с иконой Николая Угодника на Солдатской улице
- Часовня с иконой Св. Власия на Выгонной площади

Единственной сохранившейся и действующей в настоящее время (2017) церковью является церковь Дмитрия Солунского, относящаяся к РПЦ МП.
На месте разрушенного Свято-Троицкого собора (около автовокзала) в 2004 году была построена часовня в память о соборе.

### Некрополи
- Братская могила